# Mistshenkoana anisyutkini
Mistshenkoana anisyutkini är en insektsart som beskrevs av Andrej Vasiljevitj Gorochov 2007. Mistshenkoana anisyutkini ingår i släktet Mistshenkoana och familjen syrsor.

## Underarter
Arten delas in i följande underarter:
- M. a. anisyutkini
- M. a. longicauda